# Tamnjanica
Tamnjanica (cyr. Тамњаница) – wieś w Serbii, w okręgu pirockim, w gminie Bela Palanka. W 2011 roku liczyła 113 mieszkańców.